# Seznam vlajek německých spolkových zemí

Německá vlajka
Poměr stran: 3:5

Seznam vlajek německých spolkových zemí představuje přehled všech šestnácti spolkových zemí Německa.
Některé země mají i variantu se znakem (státní vlajku, užívanou úřady) nebo lodní variantu. Tyto vlajky jsou případně uvedeny v příslušných článcích.
| Umístění | Vlajka | Poměr stran | Územní celek / článek o vlajce                                         |
| -------- | ------ | ----------- | ---------------------------------------------------------------------- |
|          |        | 3:5         | Bavorsko Bavorská vlajka Bavorsko má dvě oficiální vlajky              |
|          |        | 3:5         | Bádensko-Württembersko Bádensko-Württemberská vlajka                   |
|          |        | 3:5         | Berlín Vlajka Berlína                                                  |
|          |        | 3:5         | Braniborsko Braniborská vlajka                                         |
|          |        | 2:3         | Brémy Vlajka Brém                                                      |
|          |        | 2:3         | Dolní Sasko Dolnosaská vlajka                                          |
|          |        | 1:2         | Durynsko Durynská vlajka                                               |
|          |        | 2:3         | Hamburk Vlajka Hamburku                                                |
|          |        | 3:5         | Hesensko Hesenská vlajka                                               |
|          |        | 3:5         | Meklenbursko-Přední Pomořansko Vlajka Meklenburska-Předního Pomořanska |
|          |        | 2:3         | Porýní-Falc Vlajka Porýní-Falce                                        |
|          |        | 3:5         | Severní Porýní-Vestfálsko Vlajka Severního Porýní-Vestfálska           |
|          |        | 3:5         | Sasko Saská vlajka                                                     |
|          |        | 3:5         | Sasko-Anhaltsko Sasko-Anhaltská vlajka                                 |
|          |        | 3:5         | Sársko Sárská vlajka                                                   |
|          |        | 3:5         | Šlesvicko-Holštýnsko Šlesvicko-Holštýnská vlajka                       |